# Kanton Breteuil (Eure)
Kanton Breteuil (fr. Canton de Breteuil) je francouzský kanton v departementu Eure v regionu Horní Normandie. Skládá se ze 14 obcí.

## Obce kantonu
- Les Baux-de-Breteuil
- Bémécourt
- Breteuil
- Le Chesne
- Cintray
- Condé-sur-Iton
- Dame-Marie
- Francheville
- Guernanville
- La Guéroulde
- Saint-Denis-du-Béhélan
- Sainte-Marguerite-de-l'Autel
- Saint-Nicolas-d'Attez
- Saint-Ouen-d'Attez